# Exodus (album d'Hikaru Utada)
Pour les articles homonymes, voir Exodus.
Albums de Utada
This Is the One
(2009)
Albums par Hikaru Utada
Deep River
(2002) Ultra Blue
(2006)
Singles
Exodus (エキソドス, au Japon) est le 1er album d'Utada (sous ce nom), sorti le 8 septembre 2004.

## Sortie
L'album, produit et enregistré aux États-Unis, est écrit (en anglais), composé et interprété par Hikaru Utada. C'est le premier disque de la chanteuse sorti sous son seul nom "Utada" qu'elle utilise désormais pour ses sorties sur le label américain Island Def Jam d'Universal Music Group (elle sort en parallèle des disques au Japon sous son nom complet pour un label concurrent) ; elle avait cependant déjà sorti un album aux États-Unis en 1998 sous le pseudonyme "Cubic U" (Precious), suivi de quatre albums au Japon sous son nom complet qui y ont eu un succès retentissant.
L'album sort d'abord au Japon le 8 septembre 2004 sur le label Universal Music Japan. Il y atteint la 1re place du classement des ventes de l'Oricon, et se vend à 523 761 exemplaires la première semaine, ce qui en fait alors le disque étranger le plus vendu en première semaine dans ce pays. Il y reste classé pendant 20 semaines, se vendant à plus d'un million d'exemplaires, ce qui en fait le sixième album le plus vendu de l'année au Japon, bien qu'aucun single physique n'en soit tiré dans ce pays. L'édition japonaise est incluse dans un étui cartonné et contient en supplément un livret avec les traductions en japonais des paroles et une interview de la chanteuse.
L'album sort ensuite aux États-Unis le 5 octobre 2004 sur le label Island Def Jam, mais ne s'y vend qu'à 55 000 exemplaires, se classant 160e du US Billboard 200, mais 5e du US Billboard Heatseekers. Universal Music sort aussi le même mois l'album dans divers autres pays, dont le Luxembourg, l'Allemagne, la Nouvelle-Zélande, ainsi qu'au Brésil le 17 novembre...
L'album sort également un an plus tard au Royaume-Uni le 26 septembre 2005 sur le label Mercury Records, avec une pochette différente et contenant en bonus deux versions remixées de l'une des chansons, You Make Me Want to Be a Man, qui sort en single physique dans ce pays pour le promouvoir (les deux remix figurent aussi sur le single). L'album est aussi réédité au Japon deux ans après sa sortie initiale, le 20 septembre 2006, sur le label Universal International. La chanteuse ne sortira pas d'autre album sous le seul nom "Utada" avant 2009.

## Contenu
L'album contient douze chansons (et deux courts interludes, Opening et Crossover), dont deux produites et coécrites par Timbaland (Easy Breezy et Let Me Give You My Love). Easy Breezy était déjà sortie en single digital en téléchargement en août précédent, et deux autres chansons de l'album sortiront par la suite en singles physiques aux États-Unis pour y continuer sa promotion (Devil Inside en septembre, et Exodus '04 en juin 2005).
Toutes les chansons sont écrites et composées par Utada Hikaru, sauf n°3 et 13 par Utada et Timbaland.
| Liste des titres | Liste des titres                                                                  | Liste des titres | Liste des titres | Liste des titres | Liste des titres | Liste des titres | Liste des titres | Liste des titres | Liste des titres |
| No               | Titre                                                                             | Durée            |                  |                  |                  |                  |                  |                  |                  |
| ---------------- | --------------------------------------------------------------------------------- | ---------------- | ---------------- | ---------------- | ---------------- | ---------------- | ---------------- | ---------------- | ---------------- |
| 1.               | Opening (オープニング)                                                            | 1:50             |                  |                  |                  |                  |                  |                  |                  |
| 2.               | Devil Inside (デヴィル・インサイド)                                               | 3:58             |                  |                  |                  |                  |                  |                  |                  |
| 3.               | Exodus '04 (エキソドス’０４)                                                      | 4:32             |                  |                  |                  |                  |                  |                  |                  |
| 4.               | The Workout (ザ・ワークアウト)                                                    | 4:01             |                  |                  |                  |                  |                  |                  |                  |
| 5.               | Easy Breezy (イージー・ブリージー)                                                | 4:03             |                  |                  |                  |                  |                  |                  |                  |
| 6.               | Tippy Toe (ティッピー・トウ)                                                      | 4:15             |                  |                  |                  |                  |                  |                  |                  |
| 7.               | Hotel Lobby (ホテル・ロビー)                                                      | 4:30             |                  |                  |                  |                  |                  |                  |                  |
| 8.               | Animato (アニマート)                                                              | 4:31             |                  |                  |                  |                  |                  |                  |                  |
| 9.               | Crossover Interlude (クロスオーヴァー・インタールード)                            | 1:18             |                  |                  |                  |                  |                  |                  |                  |
| 10.              | Kremlin Dusk (クレムリン・ダスク)                                                 | 5:14             |                  |                  |                  |                  |                  |                  |                  |
| 11.              | You Make Me Want To Be A Man (ユー・メイク・ミー・ウォント・トゥ・ビー・ア・マン) | 4:37             |                  |                  |                  |                  |                  |                  |                  |
| 12.              | Wonder 'Bout (ワンダー・バウト)                                                   | 3:48             |                  |                  |                  |                  |                  |                  |                  |
| 13.              | Let Me Give You My Love (レット・ミー・ギヴ・ユー・マイ・ラヴ)                    | 3:38             |                  |                  |                  |                  |                  |                  |                  |
| 14.              | About Me (アバウト・ミー)                                                         | 4:00             |                  |                  |                  |                  |                  |                  |                  |
| 54:15            |                                                                                   |                  |                  |                  |                  |                  |                  |                  |                  |

| Pistes supplémentaires de l'édition britannique | Pistes supplémentaires de l'édition britannique                                                            | Pistes supplémentaires de l'édition britannique | Pistes supplémentaires de l'édition britannique | Pistes supplémentaires de l'édition britannique | Pistes supplémentaires de l'édition britannique | Pistes supplémentaires de l'édition britannique | Pistes supplémentaires de l'édition britannique | Pistes supplémentaires de l'édition britannique | Pistes supplémentaires de l'édition britannique |
| No                                              | Titre | Durée                                           |                                                 |                                                 |                                                 |                                                 |                                                 |                                                 |                                                 |
| ----------------------------------------------- | --- | ----------------------------------------------- | ----------------------------------------------- | ----------------------------------------------- | ----------------------------------------------- | ----------------------------------------------- | ----------------------------------------------- | ----------------------------------------------- | ----------------------------------------------- |
| 15.                                             | You Make Me Want To Be A Man (Bloodshy & Avant Mix) (Bonus track ; du single You Make Me Want to Be a Man) | 4:03                                            |                                                 |                                                 |                                                 |                                                 |                                                 |                                                 |                                                 |
| 16.                                             | You Make Me Want To Be A Man (Junior Jack Mix) (Bonus track ; du single You Make Me Want to Be a Man)      | 6:44                                            |                                                 |                                                 |                                                 |                                                 |                                                 |                                                 |                                                 |
| total : 65:00                                   | |                                                 |                                                 |                                                 |                                                 |                                                 |                                                 |                                                 |                                                 |